# 希望聯盟 (香港政黨)
希望聯盟是由田北俊創立的香港中間派參政組織，成員包括曾俊華、周梁淑怡、劉健儀、鍾國斌及袁彌昌，聯盟標榜「非藍非黃的中間路線」。田北俊接受傳媒訪問時透露希望培育新人參與2020年立法會選舉，包括潘焯鴻、李啟迪和袁彌昌。
2021年10月12日，田北俊在接受香港01專訪時表明現時新選制下已不需要關鍵少數，故希望聯盟將停止運作。